# Plankgas en Plastronneke
Plankgas en Plastronneke is een Belgische stripreeks van Dirk Stallaert (tekeningen) en Urbanus (scenario). Het is een gag-strip gericht op kinderen tussen 8 en 12 jaar oud.
Plankgas en Plastronneke zijn twee deugnieten van ongeveer 12 jaar. Plankgas heeft een kunstbeen en een rode kuif, Plastronneke draagt altijd een rode das en heeft last van astma.
De eerste gag werd gepubliceerd op 19 juni 2004 in XL, de zaterdagse bijlage van Het Laatste Nieuws. De humor en sfeer zijn grotendeels geïnspireerd door De Lustige Kapoentjes en De Avonturen van Piet Fluwijn en Bolleke, maar dan absurder.
In 2009 las Urbanus op VTM ook gags uit de strip voor in zijn kinderprogramma Urbanus vertelt.
De strips verkochten echter niet goed en rond 2014 is de reeks op advies van de uitgeverij stopgezet.

## Albums
- 1. Plankgas en Plastronneke 1 (15 juni 2005)
- 2. Plankgas en Plastronneke 2 (14 juni 2006)
- 3. Plankgas en Plastronneke 3 (28 maart 2007)
- 4. Plankgas en Plastronneke 4 (augustus 2007)
- 5. Plankgas en Plastronneke 5 (maart 2008)

Na vijf albums onder de eigen naam is de reeks verder gezet onder de noemer 'Urbanus Vertelt', met naast Plankgas en Plastronneke ook gags van Mieleke Melleke Mol (2008-2010). Sinds 2011 verschijnen de albums terug volledig met gags van deze twee kapoenen, nu als 'Urbanus Vertelt: Plankgas en Plastronneke'.